# Тарханово (Гагинський район)
Тарханово (рос. Тарханово) — село в Гагинському районі Нижньогородської області Російської Федерації.
Населення становить 201 особу. Входить до складу муніципального утворення Ветошкинська сільрада.

## Історія
Від 2009 року входить до складу муніципального утворення Ветошкинська сільрада.

## Населення
| 2002 | 2010 |
| ---- | ---- |
| 284  | ↘201 |